# Терлинген
Терлинген (њем. Thörlingen) општина је у њемачкој савезној држави Рајна-Палатинат. Једно је од 134 општинска средишта округа Рајн-Хунсрик. Према процјени из 2010. у општини је живјело 146 становника. Посједује регионалну шифру (AGS) 7140149.

## Географски и демографски подаци
Терлинген се налази у савезној држави Рајна-Палатинат у округу Рајн-Хунсрик. Општина се налази на надморској висини од 420 метара. Површина општине износи 2,2 km². У самом мјесту је, према процјени из 2010. године, живјело 146 становника. Просјечна густина становништва износи 65 становника/km².